# Cuno Pümpin
Cuno Pümpin (* 21. August 1939 in Basel) ist ein Schweizer Ökonom. Seit 1994 ist er Titularprofessor an der Universität St. Gallen.
Pümpin ist Träger des schweizerischen Innovationspreises. Er entwickelte in den frühen 1980er-Jahren das Konzept der strategischen Erfolgspositionen (SEP), das heute unter dem Begriff Kernkompetenz beachtliche Verbreitung gefunden hat. Pümpin publiziert vornehmlich zum Thema Strategisches Management. Er war elf Jahre selbst in der Wirtschaft tätig und hat in mehreren Unternehmen – vorwiegend im Finanzsektor – Einsitz im Verwaltungsrat (Aufsichtsrat).

## Herkunft
Cuno Pümpin wurde als zweiter Sohn von Fritz Pümpin (1901–1972) und Rosa Gerster in Basel geboren und ist Bürger von Gelterkinden.

## Werdegang
Pümpin besuchte die Primar- und Bezirksschule im Kanton Basel-Landschaft. Anschliessend absolvierte er eine kaufmännische Lehre. Nach der Matura im Jahre 1961 studierte er zwei Jahre Volkswirtschaft in Basel, wechselte dann an die Universität St. Gallen, an welcher er im Jahre 1966 das Diplom eines mag. oec. erwarb. 1968 promovierte er an der Universität St. Gallen mit einer Dissertation zum Thema „Langfristige Marketingplanung“.

## Tätigkeiten

### Berufliche Tätigkeit
In den Jahren 1965–1967 war Pümpin in der Abteilung Konzernentwicklung der J.R. Geigy AG (heute ein Teil von Novartis) in Basel tätig. 1967 wechselte er zur Computerfirma Sperry Univac (heute ein Teil von Unisys), wo er nach kurzer Zeit die Leitung der Abteilung Ausbildung und Information übernahm. 1970 wurde er in die Geschäftsleitung von Sperry Univac Schweiz mit dem Verantwortlichkeitsbereich Marketing berufen.
Parallel zu seiner Tätigkeit in der Wirtschaftspraxis verfasste Pümpin in den Jahren 1970 und 1971 seine Habilitationsschrift zum Thema „Information und Marketing“. 1972 erfolgte die Ernennung zum Privatdozenten und 1973 die Wahl zum nebenamtlichen Extraordinarius für Betriebswirtschaftslehre an der Universität St. Gallen. 1973 übernahm Pümpin die Leitung des Management Zentrums St. Gallen (MZSG), einer damals mit der HSG verbundenen Ausbildungs- und Beratungsorganisation.
Im Jahre 1977 gründete Pümpin seine eigene Firma, die sich insbesondere auf Beratung im Bereich des strategischen Managements konzentrierte. In dieser Zeit zählten die meisten internationalen Konzerne der Schweiz zu seinen Kunden. Neben seiner Lehr- und Beratungstätigkeit war er in verschiedenen Verwaltungsräten tätig, unter anderem in der ATAG Ernst & Young AG, der Ems Chemie Holding AG, in der Liechtenstein Global Trust (LGT) AG, der Metro International AG und als internationaler Beirat der Private Equity Firma Blackstone. In der Fürst von Liechtenstein Stiftung – wo er als Stiftungsrat amtete – und in der LGT war er massgeblich an der internationalen Entwicklung dieser Gruppe beteiligt. Zudem war er in verschiedenen Universitätsinstituten als Beirat und Kommissionsmitglied tätig. Heute ist er Präsident des Instituts für Betriebswirtschaft an der Universität St. Gallen.
Ab Mitte der 1970er Jahre war Pümpin regelmässiger Referent an internationalen Kongressen und Tagungen, so am World Economic Forum, am ISC St. Gallen oder am Management Center Europe. Vortragsreisen führten ihn in viele überseeische Länder wie die USA, Kanada, Australien, Neuseeland, Japan usw.
1985 erwarb Pümpin mit einem kleinen Investorenkreis die in ganz Europa tätige Ausbildungsfirma Scheidegger mit über 1'000 Mitarbeitern, die er in den Folgejahren präsidierte. Die Firma wurde später nach einer Restrukturierung wieder veräussert.
In den 1990er Jahren war Pümpin als Verwaltungsrat der Metro International AG massgeblich am Aufbau der Metro Corporate Venture Firma Invision beteiligt. Nach einem Management Buyout war er zuerst Vizepräsident und seit 2002 Präsident des Verwaltungsrates der Invision Holding AG, einer heute in der Schweiz führenden Private-Equity-Firma.
Ebenfalls in den 1990er Jahren war Pümpin als Berater von Regierungen tätig. So entwickelte er in Zusammenarbeit mit der Regierung sowie wichtigen Parteien und Verbänden von Andorra die Landesstrategie dieses Pyrenäenstaates. 1990 wurde er vom Bundesrat der Schweizerischen Eidgenossenschaft in die „Arbeitsgruppe Führungsstrukturen des Bundes“ berufen, wo er den Bundesrat in Bezug auf die Ausgestaltung der obersten Führungsstrukturen des Bundes beriet.

### Wissenschaftliche Tätigkeit
In seiner Laufbahn publizierte Pümpin dreizehn Bücher und über 100 Fachartikel. Seine Bücher wurden in mehr als zehn Sprachen übersetzt.
Eine seiner erfolgreichsten Publikationen war „Strategische Führung in der Unternehmenspraxis“ (1980), die in über 200'000 Exemplaren gedruckt wurde.
Als bedeutendste Arbeit kann das Buch „Management strategischer Erfolgspositionen – Das SEP-Konzept als Grundlage wirkungsvoller Unternehmensführung“ (1982) bezeichnet werden. In diesem Buch definierte er eine strategische Erfolgsposition (SEP) als „…eine in einer Unternehmung durch den Aufbau von wichtigen und dominierenden Fähigkeiten bewusst geschaffene Voraussetzung, die es dieser Unternehmung erlaubt, Konkurrenzüberlegenheit und damit langfristig überdurchschnittliche Ergebnisse zu erreichen.“ (Management strategischer Erfolgspositionen, S. 34). Das Konzept der strategischen Erfolgspositionen entspricht weitgehend dem von Hamel und Prahalad im Jahre 1990 propagierten Ansatz der Core Competence (siehe Harvard Business Review, Mai – Juni 1990) oder dem auch Ende der 80er Jahre von Stalk u. a. publizierten Konzept der „Core Capabilities“ (siehe Harvard Business Review, März – April 1992). Pümpin ist somit der Wegbereiter des heute weltweit eingeführten Begriffs der Kernkompetenzen. Im 219 Seiten umfassenden Buch „Management strategischer Erfolgspositionen“ zeigt Pümpin, in welchen unternehmerischen Aktivitätsfeldern SEP / Kernkompetenzen aufgebaut werden können. Sodann entwickelt er zehn strategische Grundsätze, die bei der Festlegung von SEP / Kernkompetenzen zu beachten sind. Schliesslich setzt er sich eingehend mit der Frage auseinander, wie SEP / Kernkompetenzen aufgebaut werden können. Hier hat er die in den 1980er und 90er Jahren vieldiskutierte Thematik der Strategieumsetzung vorweggenommen.
Das Konzept der strategischen Erfolgspositionen fand internationale Anerkennung. So wurde dieses in den 1980er Jahren von Ernst & Young als Grundlage für die firmeneigene Strategieberatung lizenziert. Für die Entwicklung dieses Konzepts wurde er 1983 mit dem Schweizer Innovationspreis ausgezeichnet.
Ebenfalls grosse Beachtung fand das 1990 publizierte Buch „Das Dynamikprinzip“, das von Euromarketing zum besten Fachbuch des Jahres gewählt wurde. In diesem Werk hat Pümpin seinen Strategieansatz weiter entwickelt. Als einer der ersten Autoren hat er darin die Bedeutung der Multiplikation / Skalierbarkeit von Geschäftsaktivitäten hervorgehoben. So hat er aufgezeigt, welche Voraussetzungen im Unternehmen für eine erfolgreiche Multiplikation gegeben sein müssen. Eingehend hat er sich auch mit der Frage befasst, wie eine nachhaltige Skalierung erreicht werden kann.

## Publikationen
- Langfristige Marketingplanung, Konzeption und Formalisierung (Diss. 1968, 2. Aufl. 1970, 136 S.).
- Information und Marketing, Informations-Systeme als Führungsgrundlage (Habil., 1973, 234 S.).
- Strategische Führung in der Unternehmungspraxis (1980, 80 S., französisch 1981, englisch 1982).
- Management strategischer Erfolgspositionen (1982, 217 S., spanisch 1982 - mit S. Garcia Echevarria, Titel: Estrategia Empresarial - como implementar la estrategia en la empresa, englisch 1987: Titel: The essence of Corporate Strategy, portugiesisch 1987, japanisch 1987, finnisch 1989, koreanisch 1989, indische Ausgabe Bombay 1995).
- Unternehmenskultur - Basis strategischer Profilierung erfolgreicher Unternehmen (1985, 56 S. mit J.-M. Kobi und H.A. Wüthrich, franz. 1985). Cultura Empresarial (1988, 139 S. mit S. Garcia Echevarria).
- Das Dynamikprinzip (1989, Paperback 1991, englisch 1989, spanisch 1990 - mit S. Garcia Echevarria, französisch 1991, italienisch 1993, indische Ausgabe Bombay 1995, Neuausgabe How World Class Companies Became World Class, 1991.)
- Unternehmungs-Dynamik - Wie führen wir Unternehmungen in neue Dimensionen? (64 S. 1991, mit C. Imboden, französisch 1991).
- Management der Unternehmensentwicklung - phasengerechte Führung und der Umgang mit Krisen (1991, 276 S., mit J. Prange).
- Strategische Erfolgspositionen - Methodik der dynamischen strategischen Unternehmensführung (1992, 202 S.).
- Strategische Erfolgspositionen - Kernkompetenzen aufbauen und umsetzen, mit Wolfgang Ammann (2005, 136 S.)
- Der Private-Equity-Investor als Strategie-Coach, mit Bernd Pfister, Martin Ankli, Wolfgang Ammann (2005, 167 S.)
- Unternehmensentwicklung - Corporate Life Cycles: Metamorphose statt Kollaps, mit Christian Wunderlin (2005, 215 S.)
- The Empowered Investor - 7 Principles for Strategic Wealth Creation in a New Financial World, mit Heinrich Liechtenstein, Fariba Hashemi, Brian Hashemi (2014, 155 S.)
- Vom Manager zum Investor, mit Marius Fuchs (2017, 216 S.)
- Transformation durch Wertsprungmanagement, mit Marius Fuchs (2019, 223 S.)